# Osmar Strait
Die Osmar Strait (englisch; bulgarisch проток Осмар protok Osmar) ist die 27 km breite Meerenge zwischen Smith Island im Nordwesten und der südöstlich gelegenen Insel Low Island im Archipel der Südlichen Shetlandinseln. Sie verbindet die Drakestraße mit der Boyd Strait.
Die bulgarische Kommission für Antarktische Geographische Namen benannte sie 2010 nach der Ortschaft Osmar im Nordosten Bulgariens.